# Ітобаал III
Ітобаал III (фінік. Ito-ba‘al або Eth-ba‘al; д/н — 573 до н. е. або 572 до н. е.) — цар Тіра в 600/585—573/572 роках до н. е. Ім'я перекладається як «Баал з ним».

## Життєпис
Походження достеменно невідомо. Про нього згадується в Біблії, у Менандра Ефеського, що спирався на тірські списки царів, та працях Йосифа Флавія.
Можливо був якимось родичем попередньої династії Ітобаала. Точна дата сходження на трон Тіра також є дискусійною: висловлюються думки, що це могло статися 600, 591, 588 або 585 року до н. е. Найпевніше, це сталося 591 року до н. е, коли з флотом до фінікійського узбережжя прибув фараон Псамметіх II або 588 року до н. е., коли фараон Апрій виступив проти Нововалилонського царства, перемігши у морській битві фінікійський флот.
У 594/593 року до н. е. неназваний тірський цар протистояв нововавилонському цареві Навуходоносору II. Можливо ним міг бути Ітобаал III, але непевно. Втім у війні 587 року до н. е. Ітобаал III брав участь. Діяв у союзі з Єгиптом, Моавом, Юдеєю, Аммоном та іншими фінікійськими містами. У 586 році до н. е. вавилонське військо взяло в облогу сам Тір. Боротьба тривала протягом 13 років. Йому допомагали фінікійські колонії в Африці та Єгипет, що морським шляхом доправляли харчі. Втім 573 року до н. е. Ітобаал III з невідомих причин мусив визнати владу Навуходоносора II, погодившись сплатити данину та переселити частину мешканців Тіру до месопотамського міста Урук. Можливо, така поступливість була пов'язана із хворобою царя Тіру або старістю. Невдовзі він помер. Трон посів Баал II.